# Leo Wickihalder
Leo Wickihalder (ur. 3 lipca 1937 w Zurychu  – zm. 14 września 2008 w Oberhasli) – szwajcarski kolarz torowy, brązowy medalista mistrzostw świata.

## Kariera
Największy sukces w karierze Leo Wickihalder osiągnął w 1962 roku, kiedy zdobył brązowy medal w wyścigu ze startu zatrzymanego zawodowców podczas mistrzostw świata w Mediolanie. W zawodach tych wyprzedzili go jedynie Hiszpan Guillermo Timoner oraz Belg Paul Depaepe. Był to jedyny medal wywalczony przez Wickihaldera na międzynarodowej imprezie tej rangi. W tej samej konkurencji zdobył ponadto pięć medali torowych mistrzostw Szwajcarii, jednak nigdy nie zwyciężył. Nigdy też nie wystąpił na igrzyskach olimpijskich.